# I Am Michael
I Am Michael je americký hraný film z roku 2015, který režíroval Justin Kelly podle biografické knihy Benoita Denizet-Lewise My Ex-Gay Friend. Film popisuje osudy bývalého gay aktivisty Michaela Glatzeho, který se přiklonil k víře a zavrhl svou homosexualitu. Snímek měl světovou premiéru na filmovém festivalu Sundance 29. ledna 2015.

## Děj
Michale a jeho přítel Bennett žijí v San Franciscu. Michael vede časopis Young Gay America, který má pomáhat mladým gayům s jejich coming outem. Kvůli Bennettově práci se přestěhují do Halifaxu v Kanadě. Michael začne mít problémy se srdcem a má strach, že zdědil chorobu, na kterou zemřel jeho otec. I když se jeho obavy nepotvrdí, kvůli strachu ze smrti se Michael začne zajímat více o křesťanství. Posléze zcela přehodnotí svůj dosavadní život. Veřejně se zřekne své homosexuality. Rozejde se s Bennettem a vstoupí do církevní školy, aby se stal pastorem. Zde se seznámí s Rebekou Fuller, se kterou se posléze ožení.

## Obsazení
| James Franco      | Michael Glatze |
| Zachary Quinto    | Bennett        |
| Emma Robertsová   | Rebekah Fuller |
| Charlie Carver    | Tyler          |
| Avan Jogia        | Nico Gladstone |
| Devon Graye       | Cory           |
| Leven Rambin      | Catherine      |
| Daryl Hannah      | Deborah        |
| Lesley Ann Warren | Susan          |
| Blake Lee         | Benoit         |
| Kevin Cahoon      | Peter          |